# Inthavong
Re Inthavong, il cui nome regale fu Samdach Brhat Chao Indra Varman Jaya Setthadiraja Chandapuri Sri Sadhana Kanayudha Visudhirattana Rajadhanipuri Rama Lanjang Krum Klao (Vientiane, XVIII secolo – Vientiane, 7 febbraio 1805), è stato il quinto sovrano di Vientiane, nell'odierno Laos centrale, in cui regnò come vassallo del Regno di Rattanakosin, l'odierna Thailandia, che era succeduto nel 1782 a quello di Thonburi.
Parte delle informazioni che riguardano Inthavong provengono dalle missioni dei gesuiti italiani presenti nel paese, che erano state ammesse a Lan Xang (l'antico regno che agli inizi del XVIII secolo si era smembrato dando vita ai regni di Luang Prabang, di Champasak e di Vientiane) per la prima volta da Surigna Vongsa, il grande sovrano che aveva regnato dal 1638 al 1690 e che aveva portato Lan Xang al massimo splendore. I resoconti dei missionari si limitarono però a descrivere principalmente gli aspetti religiosi della vita del paese.

## Biografia

### Il regno del padre
Inthavong nacque a Vientiane con il titolo di principe Indra Varman ed era il primogenito del re Bunsan. Secondo alcune fonti, il padre era salito al trono nel 1767 alla morte del fratello maggiore Ong Long. Il laotiano Maha Sila Viravong, uno degli studiosi più autorevoli della storia del paese, sostenne invece che Bunsan fosse diventato re nel 1730, dopo la morte del padre Setthathirat II, l'ultimo re di Lan Xang. Il regno di Bunsan era stato caratterizzato dal conflitto tra il Siam e la Birmania, che entrambe si erano contese il potere sui regni laotiani. La riunificata Birmania della Dinastia Konbaung aveva riconquistato nel 1763 la sovranità sul Regno Lanna, persa durante il declino del Regno di Taungù. Nel 1765 aveva sottomesso il Regno di Luang Prabang ed il 7 aprile 1767 aveva posto fine al Regno di Ayutthaya, radendo al suolo la capitale. I siamesi si erano riorganizzati in fretta e, sotto la guida del generale Taksin, avevano cacciato i birmani dal Siam il 7 novembre 1767. Taksin fu incoronato sovrano del nuovo Regno di Thonburi, la nuova capitale situata 70 km a sud di Ayutthaya, e si era dedicato alla riunificazione del paese sconfiggendo i signori della guerra che si erano installati nel Siam spaccato dopo la sconfitta con i birmani
In quel periodo, i conflitti tra i regni di Luang Prabang e di Vientiane avevano indebolito i due Stati, ed entrambi erano stati costretti a scendere a compromessi sia con i birmani che con i siamesi. Questi ultimi, dopo aver sottratto il controllo del Regno Lanna ai birmani, avevano consolidato i propri confini ed iniziato una politica espansionistica che li aveva portati a penetrare nella penisola malese e in Cambogia. Nel 1777 era caduto in mano siamese anche il Regno di Champasak, arresosi senza combattere. Una ribellione originatasi nel 1766 di un nobile di Vientiane, che aveva fatto atto di sottomissione a re Taksin, aveva fornito il pretesto ai siamesi per invadere il regno di Bunsan nel 1779. La capitale era caduta dopo un lungo assedio, il re era fuggito ed il regno era diventato vassallo di Thonburi. Malgrado l'aiuto dato ai siamesi nell'assedio di Vientiane, anche il Regno di Luang Prabang era stato reso vassallo del Siam.

### Viceré durante il regno del fratello
Dopo due anni di interregno di un governatore nominato da Thonburi ed il breve ritorno di Bunsan, che fu ucciso da emissari siamesi nel 1781, il regno fu affidato da Taksin a Nanthasen, primogenito di Bunsan, che nominò primo ministro e viceré Inthavong, mentre Anuvong ed un altro fratello rimasero a Thonburi come ostaggi. Nel 1782, una ribellione interna pose fine al Regno di Thonburi ed il potere fu preso dal generale Phraya Chakri, che divenne il re Rama I, fondò l'odierna Bangkok, capitale del nuovo Regno di Rattanakosin, ed avrebbe regnato fino alla morte avvenuta nel 1809. Nel 1783 Rama I, per garantirsi la fedeltà di Nanthasen, impose la consegna di Inthavong come ostaggio, che sarebbe rimasto a Bangkok fino al 1795.
Il regno di Nanthasen fu caratterizzato da nuove guerre fratricide, prima quella del 1787 contro il Regno di Xiangkhoang, tradizionale vassallo dei regni laotiani, che era stato obbligato al pagamento di tributi dai sovrani Trinh del Tonchino, il nord del Vietnam. Nanthasen spedì a Xiangkhoang le proprie truppe che ristabilirono la supremazia di Vientiane e l'anno successivo evitò il conflitto con il sovrano Trinh imponendo a Xiangkhoang il versamento di tributi sia a Vientiane che a Đông Kinh, l'odierna Hanoi. Il successivo conflitto con Luang Prabang vide inizialmente il successo di Nanthasen, che espugnò la città nel 1789 col permesso siamese, ma la corte del nord si vendicò nel 1795, quando il nuovo re Anurut rivelò ai siamesi l'alleanza che stavano stringendo contro Bangkok il governatore di Nakhon Phanom, l'imperatore del Vietnam e Nanthesan. Quest'ultimo fu arrestato e deportato a Bangkok, dove morì in prigionia nell'estate del 1795.

### Il regno di Inthavong
Dopo la cattura e le deposizione di Nanthasen, Rama I del Siam designò nuovo re di Vientiane Inthavong, che tornò a Vientiane il 2 febbraio del 1795 e venne incoronato il successivo 23 luglio. Il nuovo sovrano nominò il fratello minore Anuvong primo ministro, viceré e gli affidò anche il comando dell'esercito. Dopo un breve conflitto con una vicina municipalità verificatosi all'inizio del regno di Inthavong, l'esercito di Vientiane, comandato da Anuvong, si distinse in due diverse campagne al fianco dei siamesi contro i birmani.
Dopo la spedizione del 1803 che appoggiò Bangkok nella guerra di Lanna e nella riconquista di Chiang Saen, non si registrarono altri eventi di rilievo durante il regno di Inthavong. Il re morì a Vientiane, secondo alcune fonti nel 1803, secondo altre nel 1805.

## Successione
Alla morte di Inthavong, Rama I impose l'investitura di Anuvong, che si era distinto per il coraggio dimostrato nelle campagne di Lanna e sarebbe stato l'ultimo re di Vientiane. Dopo aver ridato lustro al proprio regno con la costruzione di nuovi importanti templi, palazzi e ponti, e la sottomissione di ribelli nelle sue province, Anuvong tentò di liberarsi del dominio di Bangkok. La guerra di indipendenza che intraprese nel 1827 è tuttora ricordata dai laotiani come l'ultimo atto eroico di un sovrano del paese, ma si concluse nel dicembre del 1828 con una sconfitta. I siamesi espugnarono e distrussero Vientiane, si annetterono il regno e deportarono a Bangkok Anuvong, che morì per le atroci torture subite in una gabbia esibita in pubblico nel gennaio del 1829.

## Genealogia
Il re Inthavong ebbe un figlio e due figlie:
- Il principe Mani, catturato dai siamesi durante la rivolta di Anuvong
- La principessa Kundhana Devyavati
- La principessa Thongsuk, che divenne la ventottesima moglie di Rama I di Rattanakosin, dal quale ebbe una figlia